# Copa da UEFA de 1972–73
A Copa da UEFA de 1972–73 foi a segunda edição da Copa da UEFA, vencida pelo Liverpool F.C. em vitória sobre o Borussia Mönchengladbach no conjunto (3-0 e 0-2). Marcou o início de uma era dominante do Liverpool em toda a Europa, que durou até o início da década de 1980. Contou com a participação de 64 clubes.

## Primeira fase
| Equipe 1               | Total | Equipe 2                 | 1.º jogo | 2.º jogo |
| ---------------------- | ----- | ------------------------ | -------- | -------- |
| Aberdeen               | 5–9   | Borussia Monchengladbach | 2–3      | 3–6      |
| Atvidabergs FF         | 5–6   | Club Brugge              | 3–5      | 2–1      |
| Manchester City        | 3–4   | Valencia                 | 2–2      | 1–2      |
| Lyn Oslo               | 3–12  | Tottenham Hotspur        | 3–6      | 0–6      |
| Köln                   | 5–1   | Bohemian                 | 2–1      | 3–0      |
| Budapest Honvéd        | 4–0   | Partick Thistle          | 1–0      | 3–0      |
| Viking F.K.            | 1–0   | IBV                      | 1–0      | 0–0      |
| Feyenoord              | 21–0  | US Rumelange             | 9–0      | 12–0     |
| Liverpool              | 2–0   | Eintracht Frankfurt      | 2–0      | 0–0      |
| Nîmes Olympique        | 2–4   | Grasshopper-Club Zürich  | 1–2      | 1–2      |
| Vitória de Setúbal     | 6–2   | Zaglebie Sosnowiec       | 6–1      | 0–1      |
| Stoke City             | 3–5   | Kaiserslautern           | 3–1      | 0–4      |
| Molenbeek              | 0–3   | GD Cuf                   | 0–1      | 0–2      |
| Torino                 | 2–4   | Las Palmas               | 2–0      | 0–4      |
| Sochaux                | 2–5   | BK Frem                  | 1–3      | 1–2      |
| Olympiacos             | 3–1   | Cagliari                 | 2–1      | 1–0      |
| Angers SCO             | 2–3   | Dínamo de Berlim         | 1–1      | 1–2      |
| Porto                  | 4–1   | Barcelona                | 3–1      | 1–0      |
| U Cluj                 | 5–6   | Levski-Spartak Sofia     | 4–1      | 1–5      |
| Red Star Belgrade      | 7–4   | Lausanne Sports          | 5–1      | 2–3      |
| Internazionale         | 7–1   | Valletta                 | 6–1      | 1–0      |
| PFC Beroe Stara Zagora | 10–1  | FK Austria Wien          | 7–0      | 3–1      |
| UT Arad                | 1–4   | IFK Norrköping           | 1–2      | 0–2      |
| EPA Larnaca FC         | 0–2   | FC Ararat Yerevan        | 0–1      | 0–1      |
| AEK                    | 4–2   | Salgótarjáni BTC         | 3–1      | 1–1      |
| Eskisehirspor          | 1–5   | Fiorentina               | 1–2      | 0–3      |
| Dukla Praga            | 3–5   | OFK Beograd              | 2–2      | 1–3      |
| ŠK Slovan Bratislava   | 8–1   | FK Vojvodina             | 6–0      | 2–1      |
| FC Dinamo Tbilisi      | 3–4   | Twente                   | 3–2      | 0–2      |
| Ruch Chorzów           | 3–1   | Fenerbahçe SK            | 3–0      | 0–1      |
| Dynamo Dresden         | 4–2   | SK VÖEST Linz            | 2–0      | 2–2      |
| Hvidovre IF            | (wo)  | HJK Helsinki             |          |          |

## Segunda fase
| Equipe 1                 | Total   | Equipe 2             | 1.º jogo | 2.º jogo |
| ------------------------ | ------- | -------------------- | -------- | -------- |
| Dínamo de Berlim         | 3–2     | Levski-Spartak Sofia | 3–0      | 0–2      |
| Borussia Monchengladbach | 6–1     | Hvidovre IF          | 3–0      | 3–1      |
| Porto                    | 5–3     | Club Brugge          | 3–0      | 2–3      |
| Tottenham Hotspur        | 4–1     | Olympiacos           | 4–0      | 0–1      |
| Red Star Belgrade        | 4–1     | Valencia             | 3–1      | 1–0      |
| Internazionale           | 4–2     | IFK Norrköping       | 2–2      | 2–0      |
| Viking F.K.              | 2–9     | Köln                 | 1–0      | 1–9      |
| PFC Beroe Stara Zagora   | 3–1     | Budapest Honvéd FC   | 3–0      | 0–1      |
| Feyenoord                | 5–5(gf) | OFK Beograd          | 4–3      | 1–2      |
| Liverpool                | 6–1     | AEK                  | 3–0      | 3–1      |
| Vitória de Setúbal       | (gf)2–2 | Fiorentina           | 1–0      | 1–2      |
| Grasshopper-Club Zürich  | 3–7     | Ararat Yerevan       | 1–3      | 2–4      |
| GD CUF                   | 2–3     | Kaiserslautern       | 1–3      | 1–0      |
| Las Palmas               | 3–2     | ŠK Slovan Bratislava | 2–2      | 1–0      |
| Ruch Chorzów             | 0–4     | Dynamo Dresden       | 0–1      | 0–3      |
| BK Frem                  | 0–9     | Twente               | 0–5      | 0–4      |

## Oitavas de Final
| Equipe 1           | Total  | Equipe 2                 | 1.º jogo | 2.º jogo |
| ------------------ | ------ | ------------------------ | -------- | -------- |
| Ararat Yerevan     | 2–2(p) | Kaiserslautern           | 2–0      | 0–2      |
| Köln               | 0–5    | Borussia Monchengladbach | 0–0      | 0–5      |
| Tottenham Hotspur  | 2–1    | Red Star Belgrade        | 2–0      | 0–1      |
| Twente             | 4–2    | Las Palmas               | 3–0      | 1–2      |
| OFK Beograd        | 3–1    | PFC Beroe Stara Zagora   | 0–0      | 3–1      |
| Vitória de Setúbal | 2–1    | Internazionale           | 2–0      | 0–1      |
| Dínamo de Berlim   | 1–3    | Liverpool                | 0–0      | 1–3      |
| Porto              | 1–3    | Dynamo Dresden           | 1–2      | 0–1      |

## Quartas-de-final
| Equipe 1          | Total   | Equipe 2                 | 1.º jogo | 2.º jogo |
| ----------------- | ------- | ------------------------ | -------- | -------- |
| Kaiserslautern    | 2–9     | Borussia Monchengladbach | 1–2      | 1–7      |
| OFK Beograd       | 3–4     | Twente                   | 3–2      | 0–2      |
| Tottenham Hotspur | (gf)2–2 | Vitória de Setúbal       | 1–0      | 1–2      |
| Liverpool         | 3–0     | Dynamo Dresden           | 2–0      | 1–0      |

## Semifinais
| Equipe 1                 | Total   | Equipe 2          | 1.º jogo | 2.º jogo |
| ------------------------ | ------- | ----------------- | -------- | -------- |
| Liverpool                | (gf)2–2 | Tottenham Hotspur | 1–0      | 1–2      |
| Borussia Monchengladbach | 5–1     | Twente            | 3–0      | 2–1      |

## Final
| Equipe 1  | Total | Equipe 2           | 1.º jogo | 2.º jogo |
| --------- | ----- | ------------------ | -------- | -------- |
| Liverpool | 3–2   | B. Mönchengladbach | 3–0      | 0–2      |